# Атињи (Вогези)
Атињи (фр. Attigny) насеље је и општина у североисточној Француској у региону Лорена, у департману Вогези која припада префектури Епинал.
По подацима из 2011. године у општини је живело 260 становника, а густина насељености је износила 16,17 становника/km². Општина се простире на површини од 16,08 km². Налази се на средњој надморској висини од 285 метара (максималној 343 m, а минималној 247 m).

## Демографија
| 1962. | 1968. | 1975. | 1982. | 1990. | 1999. | 2011. |
| ----- | ----- | ----- | ----- | ----- | ----- | ----- |
| 361   | 332   | 307   | 305   | 280   | 278   | 260   |

График промене броја становника у току последњих година